# Loti
Loti (flertal: maloti) er valutaen i Lesotho. Loti er underinddelt i 100 lisente (ental: sente). ISO 4217-koden for loti er LSL.
Lesotho er i møntunionen Common Monetary Area (CMA) med Sydafrika, Swaziland og Namibia, og loti er låst til sydafrikanske rand, swazilandske lilangeni og namibiske dollar i forholdet 1:1.
Loti blev indført i 1980. Før da brugtes rand, som fortsat også er gyldigt betalingsmiddel i Lesotho.